# (4456) Mawson
(4456) Mawson (1989 OG) – planetoida z pasa głównego asteroid okrążająca Słońce w ciągu 3,66 lat w średniej odległości 2,37 j.a. Odkryta 27 lipca 1989 roku.